# Sawla

Sawla är en ort i nordvästra Ghana. Den är huvudort för distriktet Sawla-Tuna-Kalba, och folkmängden uppgick till 8 129 invånare vid folkräkningen 2010.